# Iván Piatyjin
Iván Gavrilovich Piatyjin (en ruso: Иван Гаврилович Пятыхин; 29 de septiembrejul./ 12 de octubre de 1904greg. - 22 de mayo de 1971) fue un piloto de bombardero soviético que combatió en la Fuerza Aérea Soviética en el Conflicto sino-soviético (1929), la Guerra de Invierno (1939-1940) y en la Segunda Guerra Mundial (1941-1945). Además, recibió la condecoración de Héroe de la Unión Soviética (1940) y alcanzó el grado de teniente general de aviación (1944).

## Biografía

### Infancia y juventud
Iván Gavrilovich Piatyjin nació el 12 de octubre de 1904 en el pueblo de Popasnaya, en esa época situado en el raión de Kupiansk de la gobernación de Járkov del Imperio ruso (ahora el pueblo de Popasnoye en el raión de Izium del óblast de Járkov en Ucrania) en una familia de clase trabajadora. Se graduó en la escuela secundaria n.º 41 en Járkov.
En septiembre de 1922 ingresó voluntariamente en la 27.ª Escuela de Comandantes de Infantería de Ivanovo-Voznesensk del personal de mando del Ejército Rojo. Tras finalizar el curso, en agosto de 1928, fue asignado a la 36.ª División de Fusileros del Transbaikal, donde comandó un pelotón en el 108.º Regimiento de Infantería y el 36.º Escuadrón de Caballería Independiente, y un pelotón de reconocimiento de caballería en el 107.º Regimiento de Infantería. En octubre de 1928 fue transferido como comandante de pelotón al 75.º Regimiento de Caballería de la 5.ª Brigada Independiente de Caballería de Kuban.
En junio de 1929, fue transferido a la Flota Aérea. Después de un periodo de aprendizaje en la especialidad de piloto-observador, fue enviado como piloto observador al 25.º escuadrón aéreo independiente de la Fuerza Aérea destinado en el Ejército Especial del Lejano Oriente en Siberia. En la segunda mitad de 1929, participó en el conflicto sino-soviético en el Ferrocarril Transmanchuriano como parte del 25.º destacamento de aviación independiente.

### Periodo de entreguerras
En 1930, se graduó en la Escuela Superior de Pilotos de Aviación Militar de Orenburgo. Continuó su servicio en el Lejano Oriente Ruso como parte del 26 ° escuadrón de aviación de bombarderos ligeros separado. En marzo de 1932, fue nombrado subjefe de Estado Mayor, luego jefe de Estado Mayor del 69 ° destacamento de aviación de reconocimiento independiente. En la primavera de 1934, se graduó de la Escuela de Pilotos de Aviación Militar de Jabárovsk y en marzo fue nombrado comandante del segundo destacamento de aviación independiente. Desde enero de 1935, ya comandaba el 35 ° escuadrón de aviación de crucero de la 18.º Brigada de bombarderos pesados.
Después de graduarse en la Escuela Táctica Superior de la Fuerza Aérea en Lípetsk en 1937, fue enviado al Distrito Militar de Leningrado y el 10 de noviembre de 1937 fue nombrado comandante del 58.º regimiento de bombarderos de alta velocidad de la 2.º división de aviación mixta. Desde el 9 de septiembre de 1938, comandó la 15.ª brigada de aviación de bombarderos pesados, que al comienzo de la guerra de Invierno se transformó en la 15.ª brigada de aviación de bombarderos de alta velocidad.
Participó en la guerra soviético-finlandesa de 1939-1940 desde los primeros días. Durante la conducción de las hostilidades, su brigada, que formaba parte de la Fuerza Aérea del 13.º Ejército del Frente del Noroeste, realizó 1704 salidas de aviones de combate, pasando 7136 horas en el aire. Como resultado de las incursiones de la brigada en Víborg, Kexholm (actuak Priozersk), Sortavala y la base militar en la isla de Valaam, el enemigo sufrió daños importantes. Piatyjin dirigió personal y repetidamente a la brigada en la batalla, después de haber realizado 25 salidas durante la guerra. El 7 de abril de 1940, recibió el título de Héroe de la Unión Soviética.
Después del final de la Guerra de Invierno, de abril a junio de 1940, comandó la Fuerza Aérea del 14.º Ejército del Distrito Militar de Leningrado. El 4 de junio de 1940 fue ascendidó a mayor general, tras lo cual fue trasladado al Distrito Militar Especial del Báltico, donde asumió el mando de la 1.ª división de aviación y luego de la 4.ª división de aviación. En marzo de 1941, dirigió la 75.º División de aviación mixta de la Fuerza Aérea del Distrito Militar Especial de Kiev.

### Segunda Guerra Mundial
En las primeras horas de la guerra, la mayor parte de los aviones de la 75.ª División de Aviación, comandada por el mayor general Piatyjin, quedaron destruidas. posteriormente fue llamado del Frente Noroeste y nombrado comandante de la Fuerza Aérea, primero de Orlovsky, y desde agosto de 1941 de los distritos militares de los Urales del Sur. En julio de 1942, el general del ejército Piatyjin participó en la formación del 15.º Ejército Aéreo y el 22 de julio de 1942 fue nombrado su comandante.
El 15.º Ejército Aéreo se formó el 29 de julio de 1942 como parte del Frente de Briansk, al mando del teniente general Konstantín Rokossovski. Incluía las divisiones de aviación 286.º de caza, 225.º de asalto y 284.º de bombardero y tres regimientos aéreos independientes.
El primer día de la lucha, el 15.º Ejército Aéreo de Piatyjin, atacó la enorme concentración de tropas alemanas en el área de los asentamientos Ivanovka, Ilyinovka y Spasskoye. El mismo día, en el aeródromo de Kursk, el reconocimiento del ejército descubrió más de cien Ju-88 y Me-109, la mitad de los cuales fueron destruidos en tierra como resultado de la incursión subsiguiente de un pequeño grupo de siete llyushin Il-2 y quince LaGG-3. En pocos días, el ejército realizó 1.240 salidas, de las cuales 126 para reconocimiento, 362 para bombardeo, 134 para operaciones de asalto, 325 para cobertura de tropas y 293 para escolta. Los pilotos destruyeron 80 tanques, 225 vehículos. En 43 combates aéreos 49 aviones alemanes fueron derribados.
Posteriormente, el 15.º Ejército Aéreo apoyó a las tropas del Frente de Briansk en Batalla de Vorónezh (1942), participó en la liquidación de la cabeza de puente alemana en la orilla izquierda del Don. En el invierno de 1943, unidades del 15.º Ejército Aéreo participaron en la Ofensiva Vorónezh-Kastórnoe, lo que determinó en gran medida el éxito de la operación. El comandante del 13.º Ejército del Frente de Briansk, el teniente general Nikolái Pujov apreció mucho las acciones de la 286.ª División de Bombarderos Nocturnos y los pilotos de combate y aviones de ataque del 15.º Ejército aéreo que participaron en las batallas por la liberación de Kastornoye del 27 al 28 de enero de 1943.
En mayo de 1943, Piatyjin fue transferido al puesto de subcomandante del 1.er Ejército Aéreo del Frente Occidental, al mando del coronel general Vasili Sokolovski y participó en la Batalla de Smolensk. Por su actuación durante la ofensiva y la liberación de las ciudades de Smolensk y Roslavl, recibió la Orden de Kutúzov de segundo grado. En noviembre de 1943, fue nombrado subcomandante de la Fuerza Aérea del Distrito Militar de Járkov, cargo que desempeñó hasta 1946. El 11 de mayo de 1944 se le concedió el grado de teniente general de aviación.

### Posguerra
De marzo a julio de 1946 se desempeñó como Comandante de la Fuerza Aérea del Distrito Militar de Kiev, y desde julio de 1946 estuvo al mando de la Fuerza Aérea del Distrito Militar de Arcángel. En mayo de 1947, fue trasladado al Distrito Militar de Turkestán y designado para el puesto de asistente del comandante del 6.º Ejército Aéreo para unidades de combate. En este puesto, sirvió hasta su traslado a la reserva en octubre de 1948.
Después de su baja del ejército, Piatyjin vivió en la ciudad de Moscú, hasta el 22 de mayo de 1971 en que murió. Fue enterrado en Moscú en el cementerio Vvedenskoye (sección 29).

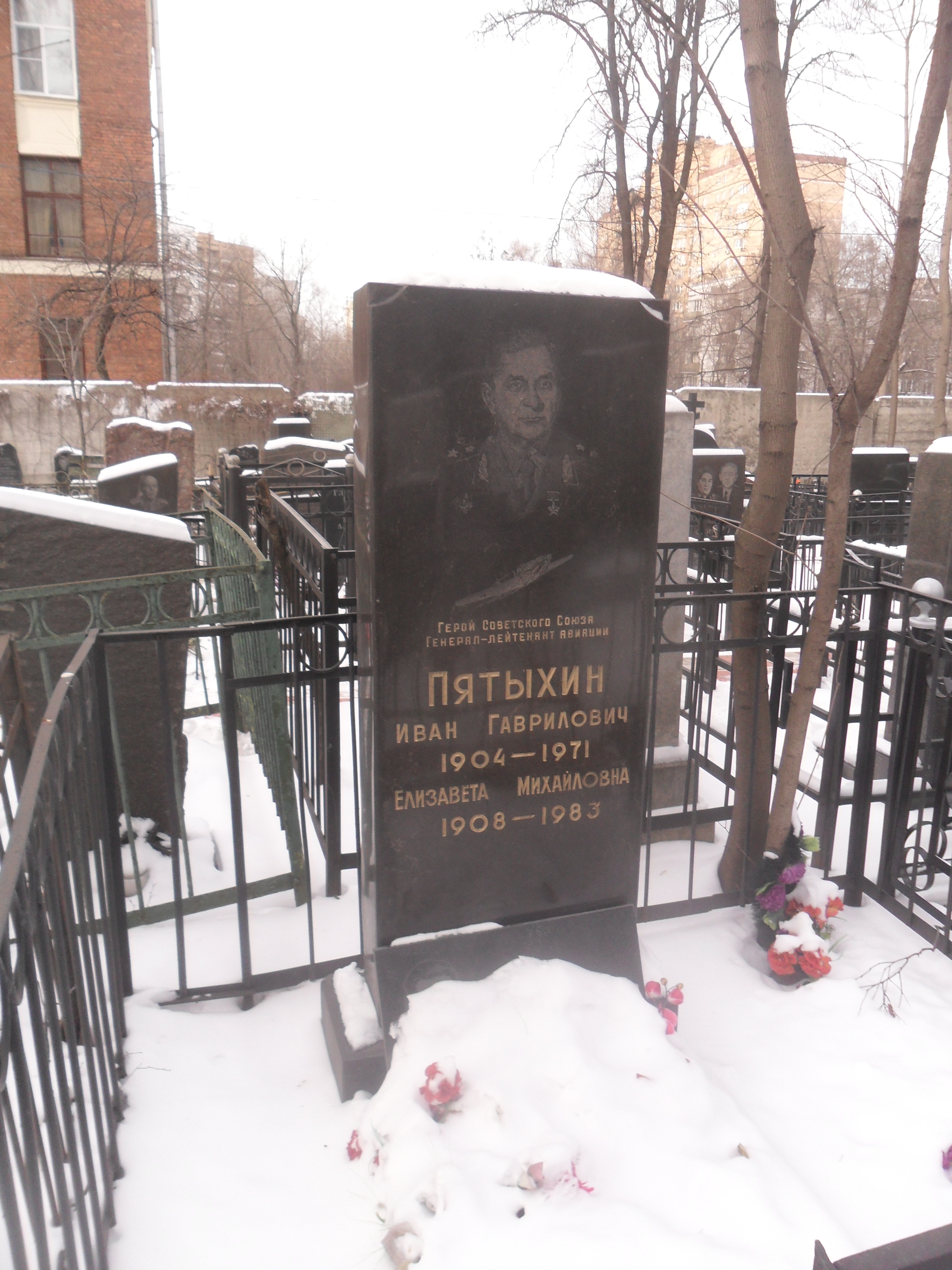
La tumba del Teniente Coronel Iván Piatyjin en el Cementerio Vvedenskoye, Moscú.

## Promociones
- Mayor (1937)
- Coronel (1939)
- Kombrig (26 de abril de 1940)
- Mayor general de Aviación (4 de junio de 1940)
- General del ejército de Aviación (1942)
- Teniente general de aviación (11 de mayo de 1944).[5]

## Condecoraciones
A lo largo de su carrera militar, Iván Piatyjin recibió las siguientes condecoraciones:
- Héroe de la Unión Soviética (7 de abril de 1940)
- Orden de Lenin, dos veces  (7 de abril de 1940; 6 de noviembre de 1947)
- Orden de la Bandera Roja, tres veces (15 de enero de 1940; 17 de junio de 1943; 3 de noviembre de 1944)
- Orden de Kutúzov de 2.do grado (28 de septiembre de 1943)
- Medalla por el Servicio de Combate (28 de octubre de 1967)
- Medalla Conmemorativa por el Centenario del Natalicio de Lenin, "Al Valor Militar"
- Medalla por la Victoria sobre Alemania en la Gran Guerra Patria 1941-1945
- Medalla Conmemorativa del 20.º Aniversario de la Victoria en la Gran Guerra Patria de 1941-1945
- Medalla del 30.º Aniversario de las Fuerzas Armadas de la URSS
- Medalla del 40.º Aniversario de las Fuerzas Armadas de la URSS
- Medalla del 50.º Aniversario de las Fuerzas Armadas de la URSS
- Orden de la República (República Popular de Tannu Tuvá) (9 de marzo de 1943).